# حاجی‌لر (آغجه‌بدی)
حاجی‌لر (به لاتین: Hacılar) یک منطقه مسکونی در جمهوری آذربایجان است که در شهرستان آغجه‌بدی واقع شده است. حاجی‌لر ۱۲۴۰ نفر جمعیت دارد.